# Hortolândia
Hortolândia is een gemeente in de Braziliaanse deelstaat São Paulo. De gemeente telt 205.856 inwoners (schatting 2009).

## Aangrenzende gemeenten
De gemeente grenst aan Campinas, Monte Mor en Sumaré.

## Verkeer en vervoer
De plaats ligt aan de radiale snelweg BR-050 tussen Brasilia en Santos. Daarnaast ligt ze aan de wegen SP-101, SP-330 en SP-348.